# Descafeïnament

Molècula de cafeïna 1,3,7 -trimetilxantina.

El descafeïnament és l'acció d'extreure la cafeïna de les llavors del cafè, del cacau, fulles del te i altres materials que continguin cafeïna. Malgrat que s'hagi tret la majoria de la cafeïna, moltes begudes descafeïnades encara en contenen petites quantitats. Als Estats Units d'Amèrica, els nivells de cafeïna exigits als productes descafeïnats són del 97% del contingut de cafeïna original. A la Unió Europea, el cafè descafeïnat ha de tenir un màxim de cafeïna del 0,1% del pes en matèria seca de la llavor de cafè; o un 0,3% en cafès solubles i instantanis.
El cafè és una de les mercaderies amb més volum de negoci a tot el món, i el consum de cafè descafeïnat representa aproximadament el 10% del consum total de cafè.
La cafeïna és una substància fisiològicament activa que es troba present en les llavors de cafè, cacau, cola, guaranà, en les fulles de te i altres. Va ser descoberta el 1820 per Friedlieb Ferdinand Runge. El nom químic sistemàtic d'aquesta purina, que forma cristalls en forma d'agulla, i té un punt de fusió de 237 °C, és 1.3.7-trimetilxantina.
A causa dels efectes fisiològics de la cafeïna, a vegades no desitjats, s'han desenvolupat mètodes per tal d'eliminar-la del cafè sense perdre els atributs organolèptics desitjats en un cafè. Per minimitzar aquestes possibles pèrdues organolèptiques, el procés de descafeïnament es realitza en els grans de cafè verd, abans del torrat d'aquests.
En el cas del cafè es poden fer servir diversos mètodes, que difereixen en el solvent utilitzat per a fer l'extracció de la cafeïna.
Al llarg dels aproximadament 100 anys d'història del cafè descafeïnat hi ha hagut canvis en el procés. Des de produccions molt econòmiques i amb bona qualitat aromàtica, però amb utilització de solvents químics que poden ser perjudicials per a la salut, fins a produccions més segures, amb qualitats variables i amb processos econòmicament més costosos en alguns casos.
Actualment, els 3 tipus de mètodes d'extracció més utilitzats són: extracció amb solvents orgànics, amb aigua o amb diòxid de carboni supercrític.

## Fases del procés
Els processos de descafeïnament més comuns tenen un patró comú pel que fa a les etapes del procés a seguir, però amb variacions en algunes de les etapes, principalment a la d'extracció de cafeïna.
- Remull dels grans verds de cafè en aigua: La cafeïna es troba formant un complex molecular anomenat clorogenat potassi- cafeïna. Per dissoldre aquest complex i realitzar un procés satisfactori d'extracció, el gra de cafè es remulla en aigua. També es pot aplicar un corrent de vapor per millorar l'eficiència.

- Extracció: és l'etapa més variable del procés, depenent del mètode utilitzat. S'utilitza un compost solvent per extreure la cafeïna del gra de cafè. Hi ha diversos tipus de solvents: solvents orgànics, CO₂ en condicions supercrítiques o aigua.

- Arrossegament amb vapor: després de l'extracció, s'usa vapor per arrossegar els solvents que quedin presents al gra de cafè. Aquesta etapa pot aplicar-se o no, depenent del tipus de procés utilitzat.

- Regeneració dels adsorbents: el material utilitzat per captar la cafeïna del solvent s'ha d'anar regenerant a mesura que aquest se satura de cafeïna. Aquesta etapa pot aplicar-se o no, depenent del tipus de procés utilitzat.

- Assecat: assecatge dels grans de cafè verds per aconseguir la humitat inicial.[6]

## Mètodes d'extracció més comuns

### Extracció amb solvents orgànics

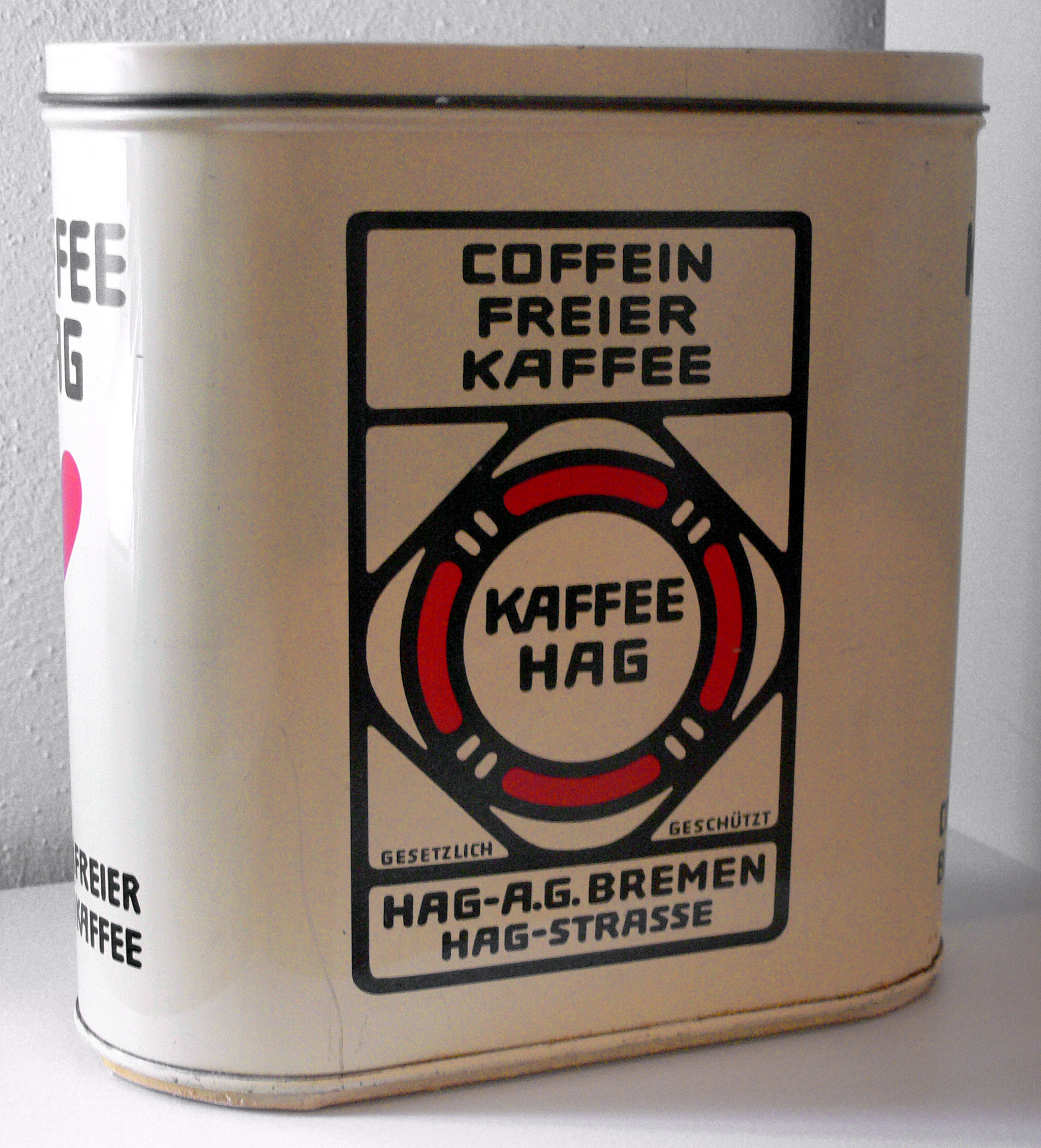
Llauna de Kaffee Hag

L'extracció amb solvents orgànics va ser el primer mètode desenvolupat amb èxit per al descafeïnament dels grans de cafè.
El primer mètode utilitzat per descafeïnar va ser ideat per Ludwig Roselius, Johann Friedrich Meyer i Karl Wimmer el 1903, utilitzat per primer cop per Kaffee HAG, empresa fundada el 1906 pel mateix Roselius. Aquest mètode utilitza solvents orgànics en contacte amb el gra de cafè, extraient selectivament la cafeïna del gra.
Primerament el gra és exposat a un corrent de vapor que conté diversos àcids i bases durant diverses hores, amb l'objectiu de fer disponible la cafeïna per tal que el solvent actuï. A continuació, s'injecta el solvent orgànic volàtil escalfat, de manera que sigui el més selectiu possible i només realitzi l'extracció de cafeïna. Aquesta etapa pot durar 3 hores o més, i un cop finalitzada es pot tornar a realitzar un cicle en funció dels nivells de descafeïnament desitjats, l'eficiència del mètode o el nivell inicial de cafeïna dels grans.
En acabar el procés d'extracció, la mescla de grans i solvent se sotmet a un tractament amb vapor a pressions elevades per tal d'eliminar les restes de solvent.
Al llarg dels anys s'han realitzat millores en aquest mètode, tals com l'aplicació de sistemes semicontinus o continus, l'escurçament del temps d'operació i el desenvolupament d'un mètode indirecte, en el que els grans de cafè no s'exposen directament al solvent.

#### Mètode indirecte

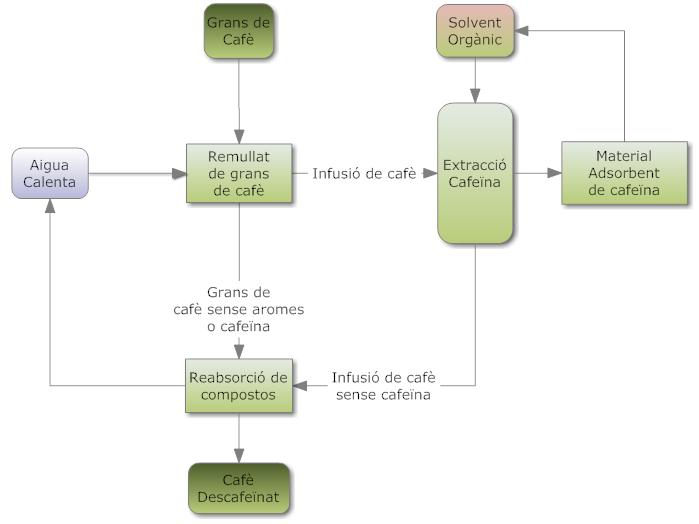
Diagrama de flux descafeïnament amb Solvents orgànics, mètode indirecte

Posa en contacte únicament aigua calenta amb la cafeïna dissolta. Després, el solvent entra en contacte amb l'aigua i els extractes presents. En acabar l'extracció de la cafeïna, l'aigua es torna a fer circular amb els grans de cafè perquè aquests recuperin les aromes dissoltes en aigua. L'aigua es fa recircular contínuament per descafeïnar successius lots de producte. La utilització d'aigua calenta provoca la pèrdua de múltiples aromes i sabors propis del cafè a mesura que es repeteixen els cicles d'extracció.
L'extracció amb solvents orgànics, en les seves dues formes, s'utilitza àmpliament a tot el món, tot i el desenvolupament de nous mètodes i millores en el descafeïnament. Això és degut, principalment, als seus relatius baixos costos d'inversió i operació, i al seu alt nivell de qualitat final. Alguns solvents orgànics tenen una alta afinitat per la cafeïna, el que comporta que la pèrdua de substàncies aromàtiques del cafè també sigui mínima. Malgrat això, la selectivitat dels solvents per determinades substàncies deixa restes difícils d'eliminar en el solvent, tals com ceres, pigments i olis.

#### Solvents
Al llarg de la història del descafeïnament s'han usat diverses substàncies en el procés.
Els primers solvents utilitzats van ser el benzè, el cloroform i alcohol. A mesura que es coneixien els seus efectes adversos en la salut es van anar substituint, i es van arribar a identificar un gran nombre de substàncies químiques com a bones extractores de cafeïna. Finalment es van assentar el diclorometà, i més endavant l'acetat d'etil, un compost no clorat i amb baixa toxicitat.

##### Diclorometà
És el menys tòxic de la família dels cloro-hidrocarbonats simples, però no està completament exempt de riscs, ja que la seva alta volatilitat fa que el perill per inhalació sigui elevat.
Malgrat això, en les quantitats residuals en el cafè descafeïnat és considerat segur. Com que el seu punt d'ebullició és de 40 °C, durant el torrat del cafè, que es realitza a més de 200 °C, s'eliminen les possibles restes per sobre dels límits residuals.

##### Acetat d'etil
Classificat com a solvent de baixa toxicitat i amb un punt d'ebullició de 77 °C. Considerat més segur que el diclorometà, per la seva baixa toxicitat, perquè es presenta de manera natural a les plantes i perquè també es volatilitza durant el torrat.

##### Límits legals
Unió Europea
Segons la legislació europea i espanyola, es permeten com a solvents orgànics per al descafeïnament del cafè i el té els següents solvents:
| Solvent         | Quantitat màxima                |
| --------------- | ------------------------------- |
| Acetat de metil | 20 mg/Kg en cafè i te           |
| Metiletilcetona | 20 mg/Kg en cafè i te           |
| Diclorometà     | 2 mg/Kg en cafè i 5 mg/Kg en te |
| Acetat d'etil*  | -                               |

(*) L'acetat d'etil no té establerta una quantitat màxima considerant i la seva baixa toxicitat. Cal usar-lo seguint unes bones pràctiques de fabricació
Estats Units d'Amèrica
L'acetat d'etil ha estat reconegut com a producte GRAS (generally recognized as safe) en aliments i no hi ha límits màxims fixats en el cafè. La quantitat màxima d'altres solvents sí que està regulada:
| Solvent     | Quantitat màxima | Quantitat màxima         |                          |
| ----------- | ---------------- | ------------------------ | ------------------------ |
| Diclorometà | 10ppm            | 10ppm                    |                          |
| Tricloroetà | Cafè descafeïnat | Extracte soluble de cafè | Extracte soluble de cafè |
| Tricloroetà | 25 ppm           | 10 ppm                   |                          |

### Extracció amb aigua
Aquest mètode representa un percentatge considerable dels processos de descafeïnament totals, tot i ser més car i menys eficient que el mètode amb solvents químics, ja que es recuperen menys les aromes en ser menys eficient el procés de reabsorció en el cafè de les substàncies presents a la infusió. Els principis d'aquest mètode es remunten a la utilització d'extracció amb solvents de manera indirecta, continua i a contracorrent, per la qual el solvent mai entra en contacte directe amb el gra de cafè, actuant una infusió de cafè com a intermediari entre el solvent i el gra. L'aigua calenta (aprox. 100 °C) en contacte amb el gra de cafè infusiona les substàncies solubles en aigua presents en aquest, entre moltes d'altres, la cafeïna. Aquesta infusió se separa dels grans i es posa en contacte amb el solvent orgànic per tal d'extreure la cafeïna. El procés aprofita la solubilitat més gran de la cafeïna en aquests solvents que la resta de components de la infusió. Un cop acabada l'extracció, la infusió s'escalfa per evaporar el solvent i es torna a posar en contacte amb els grans de cafè, retornant en part les aromes al gra mitjançant absorció. La infusió pot ser utilitzada en el següent cicle. La primera patent sobre aquest nou mètode va ser publicada el 1943 per Berry et. al. Tot i això, el 1933 ja havien sorgit les primeres patents relacionades amb el mètode a utilitzar sense cap solvent orgànic. La utilització d'agents adsorbents com el carbó actiu per extreure la cafeïna a infusions de cafè verd, descrita per Willy Stelkens, és una de les primeres mencions fetes al descafeïnament amb aigua. La importància d'agents adsorbents (carbó actiu, resines de bescanvi no iònic, etc.) és crucial en aquest mètode, ja que no hi ha solvents orgànics per realitzar l'extracció de la cafeïna. Una altra menció al procés amb aigua és una patent suïssa de Jean Mac Lang del 1934. Però tot i que aquesta possibilitat es coneix des de fa molt temps, els primers processos de descafeïnament industrial amb aigua sense cap solvent al procés no es desenvolupen fins als anys 70 i principis dels 80 del segle passat, amb l'arribada de l'anomenat Swiss Water Process. Fins a arribar a aquest període, el mètode més semblant àmpliament utilitzat va ser el d'extracció indirecta per solvents orgànics.

#### Procés antic

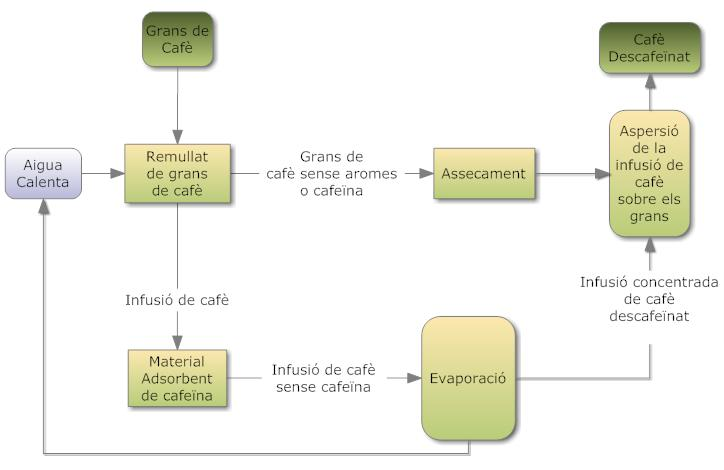
Descafeïnament amb aigua procés antic

Originalment, el primer pas del procés és remullar els grans de cafè verd en aigua calenta, de manera que els compostos solubles presents en el cafè se solubilitzin en aigua. Un cop la infusió està saturada amb els compostos presents al cafè, aquesta es passa per un filtre, carbó activat o d'altres, de manera que adsorbeixi la cafeïna de la infusió de cafè. El problema més gran en aquest pas és que el filtre de carboni també pot adsorbir altres substàncies aromàtiques presents a la infusió, perdent una bona part de les propietats organolèptiques del cafè. Per solucionar això s'afegeixen substàncies d'una mida i estructura molecular similar (pèptids, petits hidrats de carboni…) a les substàncies que es vol evitar que siguin adsorbides. D'aquesta manera l'adsorbent està saturat en substàncies de massa molecular similar a la dels compostos de cafè i la infusió no sofreix pèrdues tan significatives d'elements aromàtics. En finalitzar el procés d'adsorció, la infusió s'escalfa per tal que s'evapori l'aigua sobrant. Una vegada concentrada la infusió, es ruixen el grans de cafè, que s'han assecat prèviament, amb la infusió concentrada, de manera que els grans recuperin gran part dels compostos perduts a mesura que es tornen a assecar. Amb aquest mètode es garanteix un cafè descafeïnat sense solvents químics, però el procés de retornar els compostos de la infusió és poc eficient i una bona part de les aromes es perden durant el procés.

#### Procés actual

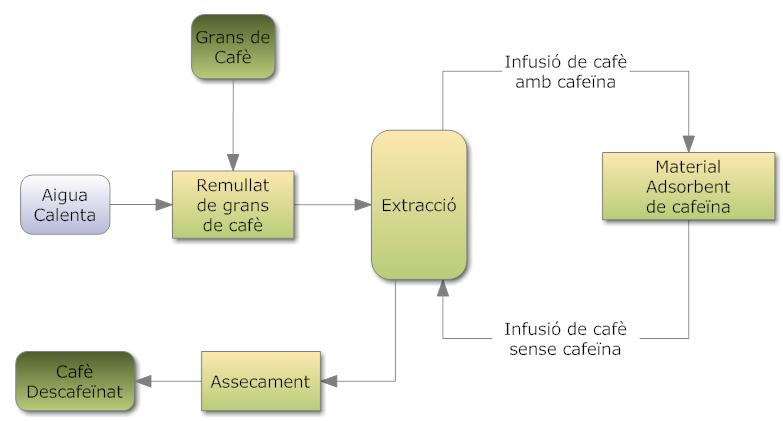
Descafeïnament amb aigua, procés actual

Es va dissenyar un model alternatiu a l'anterior, per minimitzar les pèrdues aromàtiques en la re-adsorció de la infusió concentrada en el gra de cafè: Es prepara una infusió de grans de cafè verd en un bany d'aigua calenta, per obtenir una solució amb les substàncies aromàtiques del cafè verd. Els grans de cafè usats per preparar aquesta infusió no s'utilitzen més en el procés, ja que han perdut les aromes i sabors desitjats. La infusió és exposada a un medi adsorbent específic de cafeïna, per eliminar-la. Un cop obtinguda la infusió de cafè sense cafeïna, aquesta es posa en contacte amb els grans de cafè verd que es vol descafeïnar. La infusió, ja saturada dels compostos presents al gra de cafè, només solubilitzarà la cafeïna del gra, deixant els altres compostos relativament intactes. Quan la infusió està saturada de cafeïna torna a ser enviada al filtre, per adsorbir-la. La infusió es pot posar en contacte amb els grans de cafè les vegades que sigui necessari per aconseguir la concentració final de cafeïna desitjada. Finalment, els grans de cafè verd s'assequen fins a arribar al seu contingut d'humitat inicial. Amb aquest nou mètode es garanteix una alta qualitat organolèptica del producte final, ja que les pèrdues d'aromes són mínimes. L'inconvenient seria la no uniformitat organolèptica dels lots de grans de cafè a tractar. Si el lot del qual s'extreuen les aromes és d'un tipus molt diferent del lot a descafeïnar a continuació, poden haver-hi variacions organolèptiques importants, en adsorbir el segon lot substàncies presents en el primer. Amb un acurat maneig de l'operació, i controlant les varietats a descafeïnar en cada moment, es poden evitar aquests problemes.

#### Agents adsorbents
Com s'ha esmentat en apartats anteriors, l'aspecte més important d'aquest mètode resideix en l'aplicació d'un medi adsorbent adient per a cafeïna. Aquest medi ha de ser específic per a cafeïna, alhora que no permeti l'adsorció d'altres substàncies. Per aconseguir aquest objectiu, els agents adsorbents a vegades s'han de sotmetre a un tractament previ. Hi ha múltiples tipus d'adsorbents utilitzats:

##### Carbó actiu
És un adsorbent molt utilitzat. És necessari embeure el carboni actiu amb substàncies similars en estructura i mida a les que no volem adsorbir de la infusió de cafè(pèptids, petits hidrats de carboni com sacarosa). S'ha d'ajustar correctament la càrrega d'aquestes substàncies, de manera que s'arribi a un equilibri en l'adsorció. La utilització de carboni actiu és econòmicament viable, però els processos de càrrega han de ser molt controlats. També s'utilitzen fibres de carboni més fàcils d'embeure.

##### Resines de bescanvi no iònic
Resines amb microporus específicament selectius de manera que només atrapen cafeïna i substàncies de mida similar, reduint el nombre d'aromes perdudes. La resina iònica amb microporus d'entre 60 a 400nm té gran afinitat/selectivitat.

##### Molècula impresa en polímer
S'incorporen molècules de cafeïna en un medi amb monòmers i agents reticulants que es fa polimeritzar. En ocórrer la polimerització, es retiren les molècules de cafeïna, quedant en el polímer resultant cavitats de la mida exacta d'una molècula de cafeïna. Aquest sistema s'usa sobretot com a fases estacionàries en HPLC per separació d'enantiòmers. És un mètode molt específic de cafeïna, que adsorbeix poca quantitat d'altres substàncies, i amb la possibilitat de regenerar el polímer periòdicament. És possible el seu ús en cartutxos portàtils disposats per a consum propi.

### Extracció amb CO₂ supecrític
La preocupació dels consumidors per l'ús de químics sintètics, especialment els clorats, en la indústria alimentària, ha augmentat amb el temps. És per això que s'han desenvolupat altres mètodes amb solvents innocus, com el CO₂ en estat supercrític. El terme "extracció amb fluid supercrític" és antic: el reconeixement de les propietats i la utilització en la indústria com a solvent data del 1879. A mitjans dels 60 va aparèixer la primera descripció d'utilització de CO2 comprimit en el descafeïnament per Kurt Zosel. Als anys 70 ja estava en pràctica de manera industrial.
El concepte de descafeïnament amb CO2 supercrític es basa a aplicar determinades pressions i temperatures al CO2, de tal manera que superi l'anomenat punt crític (7,58 MPa i 31.1 °C) i canviï les seves propietats, presentant les característiques de difusió d'un gas, però també les característiques de solubilitat d'un líquid. Gràcies a aquesta dualitat, les densitats poden variar enormement, modificant les condicions de solubilitat dels compostos. Amb determinades condicions de pressió i temperatura, es pot afavorir la solubilitat de la cafeïna en el fluid.
Diversos avantatges han fet atractiu aquest procés, com la utilització d'un solvent, relativament inert, barat i fàcil d'obtenir a alta puresa, no inflamable, altament selectiu per cafeïna i reciclable. En canvi, té l'inconvenient de ser un procés que requereix alta inversió inicial, a més de tenir uns costos d'operació i manteniment elevats a causa de les condicions d'altes pressions.

#### Procés

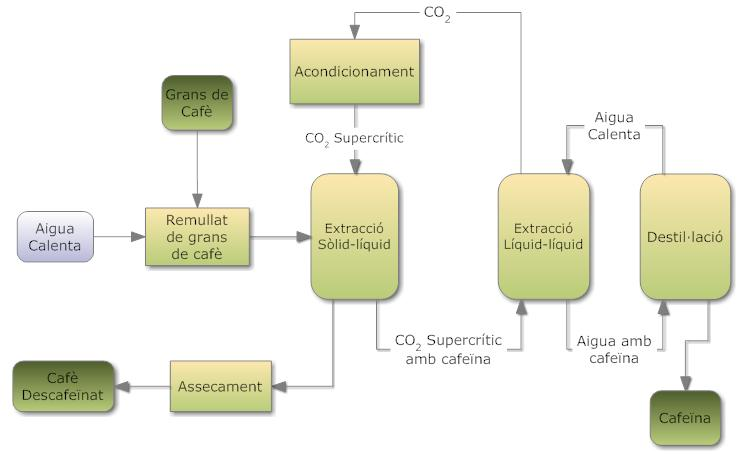
Extracció CO2 supercrític

Les primeres descripcions d'aquesta tècnica van ser el 1965 per Kurt Zosel, quan es van determinar unes condicions de procés entre 160-220 bar de pressió i 70-90 °C. Els grans de cafè prèviament remullats es posen en contacte amb una solució de CO2 supercrític i aigua en un tanc a pressió. El CO2, a causa de l'alta capacitat de solubilitzar la cafeïna en aquestes condicions, la dissol en el seu si, produint-se l'extracció sòlid-líquid. Els grans de cafè s'assequen. Mentrestant, el corrent de CO2 amb cafeïna passa a una torre de rentat, on es posa en contacte amb aigua calenta (70-90 °C) durant unes 10 hores, de manera que es produeix una extracció líquid-líquid, en la que la cafeïna passa del CO2 a la solució aquosa. El CO2 descafeïnat pot tornar a introduir-se en l'extractor sòlid-líquid en les condicions adequades de pressió i temperatura per realitzar l'extracció de cafeïna a un nou lot de cafè verd. L'aigua amb cafeïna de la torre de rentat es destil·la per separar la cafeïna de l'aigua i aprofitar-la en altres indústries.
Hi ha altres mètodes per recuperar la cafeïna:
- En lloc d'usar un rentat amb aigua per extreure la cafeïna del CO2, s'usa un llit de carbó actiu en el qual la cafeïna és adsorbida.
- S'introdueix una mescla de cafè verd i pelets de carbó actiu al tanc a pressió, on les condicions són de 220 bars i 90 °C. En unes 5 hores, la cafeïna difon des del gra, a través del CO2, directament al carbó actiu. Els pelets són separats dels grans de cafè amb un tamís vibratori.[6]

S'ha de tenir en compte que la major part dels processos que separen la cafeïna amb carbó actiu no poden recuperar la cafeïna per al seu posterior aprofitament, mentre que altres mètodes com la destil·lació si que permeten fer ús d'aquest producte secundari. S'han desenvolupat processos alternatius amb altres fluids supercrítics, com l'òxid nitrós. Té un major poder solvent que el CO2, degut a la major densitat a una pressió i temperatura determinades, i també a la seva baixa temperatura crítica. El gas pot arribar a ser inflamable a determinades condicions i s'ha d'operar amb precaucions.

## Altres mètodes
S'han estudiat diversos mètodes alternatius de descafeïnament. Es tracta de projectes minoritaris, sense gran impacte en la indústria, de moment.

### Descafeïnament amb CO₂ líquid
Bàsicament, tots els mètodes que operen amb CO2 per sota del seu punt crític (més de 31 °C i 73 bar). L'eficiència de l'extracció és molt inferior comparada amb el fluid supercrític, però és més econòmic, ja que utilitza pressions i temperatures més baixes. La humitat dels grans verds de cafè ha d'estar entre el 45% i el 55%, mentre que el CO2 ha d'estar saturat en aigua. Amb aquestes condicions, el procés es pot donar a baixes temperatures (20-25 °C) i pressions al voltant dels 65 bars. La separació de la cafeïna té lloc per descompressió per sota de 60 bar en un separador. Els temps d'operació són molt llargs (70 hores), però les baixes temperatures d'operació garanteixen una molt alta qualitat, similar a la del producte sense processar, ja que s'evita la descomposició tèrmica i les reaccions de Maillard, i no es produeixen pèrdues aromàtiques.

### Descafeïnament amb greixos
Els greixos en fase líquida també poden ser utilitzats com a solvents de la cafeïna. Alguns greixos de categoria alimentària entren en aquesta categoria, com els olis de soja, blat de moro i gira-sol, compostos majoritàriament d'èsters d'àcids grassos. El millor mètode a utilitzar és semblant al procés de descafeïnament amb aigua. Els grans han de tenir una humitat superior al 50% abans de ser tractats a elevades temperatures (90-120 °C). La posterior extracció de la cafeïna dels àcids grassos pot ser realitzada per extracció líquid-líquid amb aigua.

### Modificació genètica
Els processos als que es sotmet al gra de cafè durant el descafeïnament, afecten d'una o altra manera a les característiques del cafè. És per això que des de fa anys es busquen alternatives per obtenir cafè sense cafeïna que no alterin les propietats aromàtiques en cap aspecte. Per exemple, intentant que el gra es formi inicialment amb poca o gens de cafeïna. Els intents d'hibridar plantes de la manera en què s'ha fet durant milers d'anys -consistents en creuar les plantes més adequades per a la reproducció-, es consideren poc efectius, principalment per la gran longevitat de les plantes i el llarg temps que triguen a donar fruits. A més, la del cafè és una planta delicada, que necessita condicions molt específiques de creixement: no tolera bé massa calor ni massa fred, ni gaire sol ni gaire ombra, ni un clima massa sec, ni massa humit.
En el camp de la recerca genètica, durant els darrers quinze anys s'ha recopilat informació sobre el material genètic de les plantes de cafè, amb el resultat de diverses bases de dades sobre el tema. Gràcies a l'esforç conjunt en aquest camp, molts dels gens del cafè han estat identificats, i alguns clonats i en procés de caracterització. S'ha investigat en diversos temes com el control de plagues, resistència a sequeres, modificacions en la qualitat i inhibició de substàncies del cafè. Entre els gens identificats s'inclou un gen de biosíntesi de cafeïna. També s'ha aïllat un gen que promou la síntesi de teobromina, un compost molt similar a la cafeïna, i que està relacionat amb la supressió de la biosíntesi de cafeïna. Amb la manipulació d'aquests gens s'han aconseguit reduccions de fins al 70% de la cafeïna original. S'estan realitzant més estudis en aquest camp, i es calcula que en 15 o 20 anys podria haver-hi plantes de cafè modificades genèticament al mercat.

## Te descafeïnat
Normalment el te que es descafeïna es fa amb el mètode directe o el procés CO₂ descrit a dalt. Les fulles joves del te contenen més cafeïna que les velles o les tiges. S'accepta generalment que una tassa de te negre (roig) conté 40–50 mg de cafeïna, al voltant de la meitat del contingut d'una tassa de cafè.